# قورول سفلي
قورول سفلي (بالفارسية: قورول سفلی) هي قرية تقع في قسم بسطام الريفي (مقاطعة تشايبارة) في إيران. يقدر عدد سكانها بـ 215 نسمة بحسب إحصاء 2016.